# Ribriarca
Ribriarca is een monotypisch geslacht van tweekleppigen uit de familie van de Noetiidae.

## Soort
- Ribriarca polycymoides (Thiele & Jaeckel, 1931)